# Skye Blue

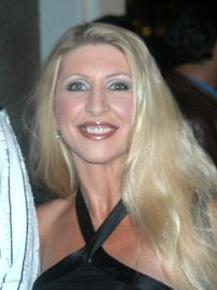
Skye Blue

Skye Blue (* 30. Juli 1961 in Morristown, New Jersey) ist eine ehemalige US-amerikanische Pornodarstellerin und Regisseurin.

## Karriere
Skye Blue begann ihre Karriere im Jahr 1992 und war seit 1994 auch als Regisseurin aktiv. Laut IAFD ist sie in 241 Pornofilmen als Darstellerin zu sehen und drehte 238 Titel als Regisseurin.
Blue hat auch zahlreiche lesbische Filme gedreht und zusammen mit Summer Cummings in lesbischen Szenen agiert. Sie hat vergrößerte Brüste und wurde auch für Non-Sex-Performances gebucht.
Im Jahr 2008 wurde Skye Blue aufgrund ihrer Leistungen als Darstellerin und Regisseurin in die AVN Hall of Fame aufgenommen.

## Auszeichnungen
- 2008: AVN Hall of Fame